# Mrocza (przystanek kolejowy)
Mrocza – dawna ładownia kolejowa, a wcześniej stacja w Mroczy, w województwie kujawsko-pomorskim, w Polsce. Obsługiwała ruch towarowy.